# Baia della Pečenga
La baia della Pečenga (in russo губа Печенга?, guba Pečenga) è un'insenatura lungo la costa settentrionale russa, nell'oblast' di Murmansk, amministrata dal Pečengskij rajon. È situata nella parte centro-meridionale del mare di Barents.

## Geografia
La baia si apre verso nord, 25 km a est del confine norvegese, tra capo Paltusovo Pero (мыс Палтусово Перо) a ovest e capo Romanov (мыс Романова) a est. Ha una lunghezza di 17 km e una larghezza che supera di poco i 2 km. La profondità massima è di 118 m.
A est, una piccola penisola la separa dalla baia Ambarnaja (губа Амбарная). A nord-ovest si trova la penisola Nemeckij.
La baia prende il nome dal fiume Pečenga (река Печенга), l'immissario principale. Vi sfociano altri numerosi e brevi corsi d'acqua, tra i quali il Kakkurijoki (река Каккурийоки) e il Trifonajoki (река Трифонайоки) e l'Orajoki (река Орайоки).
Poco oltre l'ingresso si trova l'isola Numerolassa (остров Нумероласса), mentre al centro, poco a nord della baia Devkina Zavod' (бухта Девкина Заводь), si trova la piccola isola Pikulassa (остров Пикуласса). Altre isolette senza nome si trovano all'imboccatura della baia e alla foce del fiume.
Le coste sono ripide e rocciose.
Sulla baia si affacciano le cittadine di Pečenga e Liinachamari.